# Siggy Jackson
Sigimund "Siggy" Jackson, britanski tekstopisac, glazbeni aranžer, glazbeni producent, voditelj diskografske kuće.
Godine 1953. Siggy Jackson je od Jacka Chilksa kao partner Emila Shalita preuzeo vođenje Melodisc Recordsa, gdje je bio uključen u licenciranje i produkciju najranijih uvezenog i domaćeg kalipsa, high-lifea, jazza i cha-cha u Britaniji.
Emil E. Shalit postavio je Jacksona na čelo etikete, te je posljedično Jackson izabrao ime Blue Beat, za koji je rekao da je adaptacija od "It sounds like blues and it's got a great beat" (Zvuči kao blues a ima sjajan beat) ili "Blues Beat", što je očigledno bio generički izraz za jamajčansku glazbu u to vrijeme. Dolaskom jamajčanskog bluesa prešao je na stvaranje legendarne etikete Blue Beata 1960. godine. Blue Beat je izdao preko 400 singlova i brojne LP-ove između 1960. i 1967. te je bila prevladavajuća etiketa za izdavanje jamajčanske glazbe nastale na Jamajci i u UK tijekom tog razdoblja. Toliko je dominirala da je Blue Beat postao generički izraz za jamajčansku glazbu u Britaniji 1960-ih.
1967. godine razišao se s Melodiscom i otišao u EMI gdje je formirao etiketu Columbia Blue Beat, gdje je objavio 20 izdanja produciranih u UK. Etiketa je bila u mirovanju godinama. Za par izdanja 1980-ih bila je licencirana Busteru Bloodvesselu sve dok Marcus s No. 1 Station mu nije došao sa zamisli oživljenja Blue Beata.